# المطرفة

شعار مدينة المطرفة

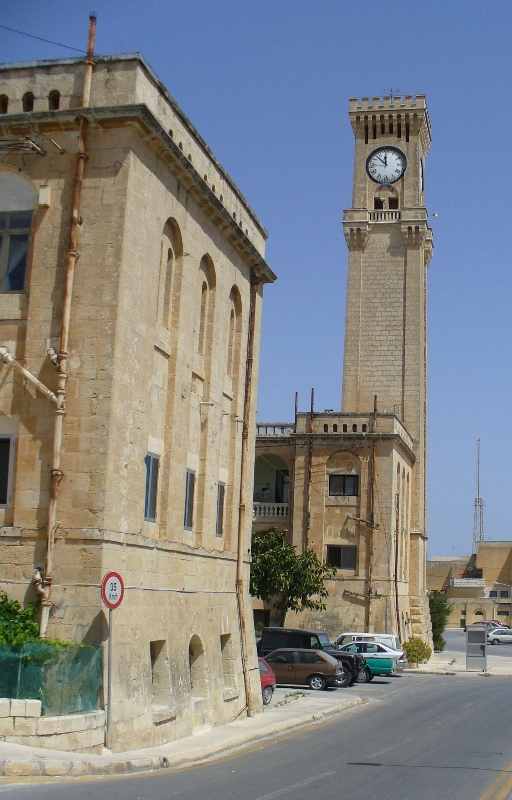
برج الساعة بمدينة المطرفة

مُطَرَّفَة أو المُطَرَّفَة (بالمالطية: Imtarfa أو L-Imtarfa أو Mtarfa) مدينة مالطية صغيرة، تقع قرب مدينة الرباط بشمال جزيرة مالطة. بلغ عدد سكانها في نوفمبر 2005 ( 2396 ) نسمة.

## أعلام
- ديفيد ميلار